# Kabinett Koch I
Das Kabinett Koch I bildete vom 7. April 1999 bis 5. April 2003 die Landesregierung von Hessen.
Für die Regierungsbildung war entscheidend, dass es der FDP bei der Landtagswahl 1999 mit 5,1 % knapp gelang ins Parlament einzuziehen. Dort hatte sie zusammen mit der CDU genauso viele Stimmen, wie für die absolute Mehrheit erforderlich waren, was zur Bildung einer schwarz-gelben Koalition führte.

## Kabinett
| Amt                                       | Bild | Name | Partei | Partei | Staatssekretäre                                                                                 |
| ----------------------------------------- | ---- | --- | ------ | ------ | ----------------------------------------------------------------------------------------------- |
| Ministerpräsident                         |      | Roland Koch |        | CDU    |                                                                                                 |
| Stellvertreterin des Ministerpräsidenten  |      | Ruth Wagner |        | FDP    |                                                                                                 |
| Inneres und Sport                         |      | Volker Bouffier |        | CDU    | Udo Corts                                                                                       |
| Finanzen                                  |      | Karlheinz Weimar |        | CDU    | Jochen Riebel (bis 11. September 2000) Bernd Abeln (ab 26. September 2000)                      |
| Justiz                                    |      | Christean Wagner |        | CDU    | Herbert Landau                                                                                  |
| Soziales                                  |      | Marlies Mosiek-Urbahn (bis 21. August 2001) Silke Lautenschläger (ab 21. August 2001)                                           |        | CDU    | Karl-Winfried Seif                                                                              |
| Kultus                                    |      | Karin Wolff |        | CDU    | Hartmut Müller-Kinet                                                                            |
| Wissenschaft und Kunst                    |      | Ruth Wagner |        | FDP    | Frank Edgar Portz                                                                               |
| Umwelt, Landwirtschaft und Forsten        |      | Wilhelm Dietzel |        | CDU    | Herlind Gundelach Ulrich Thurmann (bis 30. September 2001) Frank Gotthardt (ab 1. Oktober 2001) |
| Bundes- und Europaangelegenheiten         |      | Franz Josef Jung (bis 12. September 2000, Chef der Staatskanzlei) Jochen Riebel (ab 12. September 2000, Chef der Staatskanzlei) |        | CDU    | Johannes Beermann                                                                               |
| Wirtschaft, Verkehr und Landesentwicklung |      | Dieter Posch |        | FDP    | Herbert Hirschler                                                                               |